# Obaga de la Comella
L'Obaga de la Comella, és una obaga del terme municipal de Conca de Dalt, al Pallars Jussà, a l'antic terme de Toralla i Serradell, en el territori del poble de Rivert.
Està situada en el sector nord-occidental del terme, al vessant nord del Turó del Clot del Piu, a llevant de la Pista de Salàs de Pallars a Pleta Verda. En el vessant oriental de l'Obaga de la Comella es forma la llau dels Graus. La seva continuïtat cap al sud-est és l'Obac del Conill.